# Mehdi Khalil
Mehdi Khalil, né le 19 septembre 1991 à Freetown au Sierra Leone, est un joueur de football international libanais, qui évolue au poste de gardien de but.

## Biographie

### Carrière internationale
Il joue son premier match en équipe du Liban le 17 mars 2013, en amical contre le Bahreïn (0-0).
Il dispute ensuite cinq rencontres rentrant dans le cadre des éliminatoires du mondial 2018.
En janvier 2019, il est retenu par le sélectionneur Miodrag Radulović afin de participer à la Coupe d'Asie des nations organisée aux Émirats arabes unis. Lors de cette compétition, il officie comme gardien titulaire et joue trois matchs. Le Liban n'enregistre qu'une seule victoire, contre la Corée du Nord.

## Palmarès
- Champion du Liban en 2016 avec le Safa SC ; en 2018 et 2019 avec l'Al Ahed FC
- Vainqueur de la Coupe du Liban en 2018 avec l'Al Ahed FC
- Vainqueur de la Supercoupe du Liban en 2018 avec l'Al Ahed FC
- Vainqueur de la Coupe de l’AFC en 2019 avec l’Al Ahed FC